# Herbert Haddock
Herbert James Haddock (Rugby, 27 de janeiro de 1861 – Southampton, 4 de outubro de 1946) foi um marinheiro britânico mais conhecido por ter sido o capitão do RMS Olympic no momento do naufrágio do RMS Titanic. Ele foi o primeiro capitão do Titanic, supervisionando o navio em Belfast de 25 a 31 de março de 1912.

## Carreira
Herbert James Haddock nasceu em 27 de janeiro de 1861, na cidade de Rugby, na Inglaterra. Antes de trabalhar para a White Star Line, Haddock foi tenente da Marinha Real Britânica a bordo do HMS Edinburgh. Em 1902, Haddock foi premiado com a Ordem do Banho. Mais tarde, foi um ajudante de campo da realeza britânica.
Sua carreira na White Star Line incluiu o comando de uma série de embarcações, incluindo o SS Britannic, SS Germanic, RMS Cedric e RMS Oceanic.
Haddock também era nominalmente o primeiro comandante do RMS Titanic. Ele assumiu o navio em Southampton no dia 25 de março de 1912, e depois viajou a Belfast para supervisionar a tripulação que estava se reunindo para a viagem de entrega do navio para Southampton. Ele foi substituído por Edward Smith em Belfast no dia 31 de março, retornando a Southampton para assumir o comando do navio anterior de Smith, o RMS Olympic. Em 3 de abril, ele comandou o Olympic em uma viagem de ida e volta entre Southampton - Nova Iorque - Southampton, chegando em Nova Iorque no dia 10 de abril, o dia em que o Titanic deixou Southampton.
No momento do naufrágio do Titanic, Haddock estava em sua viagem de volta de Nova Iorque a Southampton, cerca de 500 milhas náuticas (930 km) à sudoeste da localização do Titanic. Haddock foi informado do desastre pelo radiotelegrafista Ernest James Moore. Depois de receber uma chamada CQD do Titanic, Haddock calculou um novo curso e dirigiu-se diretamente a ele. Ele também convocou um engenheiro para colocar os motores do navio em plena potência. Quando o Olympic estava aproximadamente a 100 milhas náuticas (190 km) do Titanic, Haddock recebeu uma mensagem do capitão Rostron do RMS Carpathia, explicando que continuar em direção do Titanic não adiantaria nada; "Todos os botes foram recolhidos. Cerca de 675 almas salvas [...] Titanic afundou cerca de 2:20 da manhã." Rostron solicitou que a mensagem fosse encaminhada para a White Star e Cunard. O alcance do rádio do Carpathia era fraco, assim o Olympic ficou encarregado de retransmitir para o continente as primeiras listas de sobreviventes.
No inquérito do Senado dos Estados Unidos sobre o naufrágio do Titanic, Haddock foi interrogado por William Alden Smith em 25 de maio de 1912, onde prestou seu depoimento.

### Após o desastre doTitanic
Sete semanas após o desastre do Titanic, o Olympic quase encalhou próximo à Land's End. O erro foi atribuído a uma navegação defeituosa, e Haddock passou sob estrita observação durante as próximas viagens.
Haddock estava no comando do Olympic em 1914 durante o resgate do HMS Audacious, que havia batido em uma mina colocada pelo navio alemão SS Berlin e estava afundando. O Olympic foi subsequentemente retirado de serviço até ser convocado para atuar como transporte de tropas durante a Primeira Guerra Mundial. Haddock foi retirado do comando, e em seu lugar foi colocado o capitão Bertram Fox Hayes. Em 1915, Harold Sanderson, chefe da International Mercantile Marine, tentou designar Haddock como capitão do HMHS Britannic após sua conversão para navio hospital. No entanto, o Almirantado nomeou Charles Alfred Bartlett para o cargo. De 5 a 14 de maio de 1917, Haddock navegou de Liverpool para a cidade de Nova Iorque a bordo do SS Saint Paul, seis meses antes de ser contratado para o serviço de guerra. O manifesto da viagem mostra que a viagem de Haddock foi financiada pelo Almirantado, e afirma que seu destino final era Newport News, Virgínia, onde seria recebido pela Marinha Britânica. De acordo com o manifesto do navio em 1917, Haddock não voltou aos Estados Unidos desde 1914. Não se sabe se Haddock voltou à White Star Line após a guerra.

## Morte
Haddock morreu em Southampton no dia 4 de outubro de 1946 aos 85 anos.

## Família
Haddock casou-se com Mabel Eliza Bouchette em 13 de maio de 1893. Bouchette nasceu em 1872 e morava com o pai em Liverpool. Outras fontes afirmam que Bouchette era de Quebec. Haddock e Bouchette tiveram quatro filhos: Geoffrey (10 de janeiro de 1895 - 17 de setembro de 1916), Ruth (1896 - 26 de outubro de 1958) e os gêmeos Herbert (21 de outubro de 1903 - 1988) e Joan (21 de outubro de 1903 - 21 de novembro de 1920). Geoffrey era um tenente da Victoria Rifles of Canada e foi morto em combate no dia 17 de setembro de 1916 aos 21 anos. Na edição de 28 de maio de 1935 do jornal London Gazette, Ruth foi descrita como solteira. Os censos do Reino Unido e registros civis mostram que a família viveu em Rock Ferry até 1904. Mais tarde, eles se mudaram para Southampton, morando no subúrbio de Bitterne. Bouchette morreu em 11 de março de 1935.